# Vipera palaestinae
Vipera palaestinae é uma espécie de víbora venenosa endêmica da região que abrange a  Síria ocidental, noroeste da Jordânia, norte e centro de Israel e Líbano. Ela é considerada a maior causa mordeduras de cobra nessa área. Nenhuma subespécie é atualmente reconhecida.

## Descrição
Ela cresce até um comprimento (corpo + cauda) de 70 a 90 cm, com comprimento total máximo de 130 cm.

## Distribuição geográfica
Pode ser encontrada no norte e centro de Israel, oeste da Síria, noroeste da Jordânia e Líbano. Mallow et al. (2003) descrevem a distribuição geográfica como relativamente restrita, com a distribuição concentrada nas planícies costeiras do Mediterrâneo e nas colinas do interior do Líbano e de Israel, juntamente com as regiões limítrofes da Síria e da Jordânia.

## Estado de conservação
Esta espécie é classificada como pouco preocupante (LC) de acordo com a Lista Vermelha de Espécies Ameaçadas da IUCN (v3.1, 2001). Foi-lhe dado esse estatuto devido à sua distribuição relativamente ampla, o fato de que ela é encontrada em uma vasta gama de habitats, a sua população presumida é grande, e porque é pouco provável que esteja em declínio rápido o suficiente para se qualificar para listagem em uma categoria mais ameaçada. A tendência populacional é desconhecida. Ano de avaliação: 2005.

## Taxonomia
A classificação desta espécie resultou em muita controvérsia taxonômica. Antes de Franz Werner (1938), esta serpente foi incluída como V. xanthina e, posteriormente, como sinónimo de V. lebetina por Boulenger (1896). Mertens (1952) mudou de volta para V. xanthina como uma subespécie, e, mais recentemente, uma série de autores, incluindo Obst (1983) e Mallow et al. (2003) incluíram-na no gênero Daboia. Como resultado muitos estudos relacionados a esta espécie clinicamente relevante foram publicados sob diferentes nomes científicos.

## Outras leituras
- Golay P, Smith HM, Broadley DG, Dixon JR, McCarthy CJ, Rage J-C, Schätti B, Toriba M. 1993. Endoglyphs and Other Venomous Snakes of the World. Geneva: Azemiops. 478 pp.

- Werner F. 1938. Eine verkannte Viper ( Vipera palaestinae n. sp.). Zoologischer Anzeiger 122: 313-318.